# Казацкое (усадьба)
Казацкое — историческое имение князя Петра Николаевича Трубецкого в селе Казацкое, в 5,7 км от города Новая Каховка и в 70 км от Херсона. Главный дом усадьбы («дворец») построен в 1909 году. На территории имения работает винодельческое производство.

## История
Первоначально земля, на которой расположено имение, принадлежало Ивану Андреевичу Остерману. По описи землевладений 1795 года, в деревне Казацкой числилось 108 человек, переселённых Остерманом из Курской, Могилёвской и Тамбовской губерний. К концу XVIII века она перешла к Василию Васильевичу Орлову-Денисову — прадеду Петра Трубецкого. К самим Трубецким имение перешло в качестве приданого жене Н. П. Трубецкого, Любови Васильевне Орловой-Денисовой. Через череду наследств Пётр Трубецкой стал хозяином имения, расширив его территорию до площади 67 тыс. акров и превратил его в винодельческое хозяйство.
Первые виноградники были высажены здесь в 1896 году по совету князя Льва Голицына, который был основоположником русского виноделия в Крыму. К 1910 году виноградники занимали уже около 300 гектаров площади земли поместья. На виноградниках Трубецкого выращивались такие сорта, такие как пино-фран, пино-гри, совиньон, каберне и рислинг. Переработка винограда происходила в доме в Казацком, где был построен огромный подвал для хранения вин.
В казацком имении князя П. Н. Трубецкого также был большой конный завод.
После революции 1917 года соседнее имение в Весёлом и здание в Казацком были национализированы советской властью, а винодельческое хозяйство получило название «Винсовхоз им. В.И. Ленина» и продолжило выполнять свои прямые функции. В советское время предприятие получило несколько престижных международных и союзных наград.
В 2006 году на винодельне была проведена реконструкция, после чего она продолжила свою работу как ОАО «Винодельческое хозяйство князя П. М. Трубецкого». Также на территории имения дворянского рода, кроме винодельни находится музей.

## Архитектура

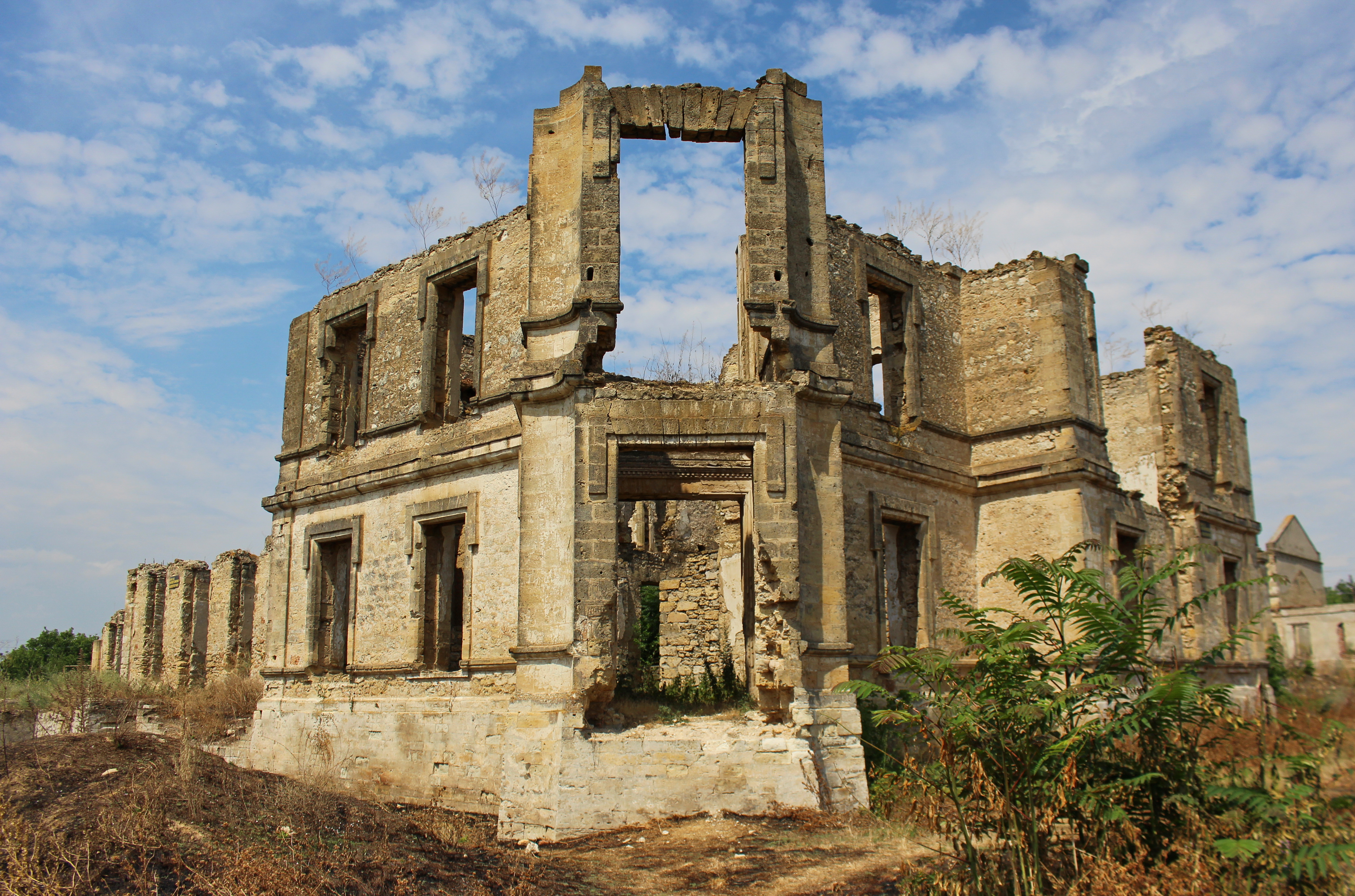
Дворец в Казацком. Состояние в 2017 г.

Дворец в Казацком был построен по архитектурному плану Петра Бойцова в конце 1890-х в стиле французского ренессанса на высоком берегу Днепра. Парадный вход с каменными воротами и угловой крепостной башней был обращён к реке. Подпорные стены с аркбутанами поддерживают общий стиль оборонной архитектуры. Один из флигелей был выполнен в стиле псевдоготики.
Перед домом был разбит террасный пейзажный парк, украшениями которого выступали декоративные башни, позолоченные лестницы, небольшая пристань, водопады, ключи и запруды. На сегодняшний день большинство построек находится в руинах, сохранился только каркас главного здания.